# Backroads
Backroads er det tredje album fra danske Hush. Albummet udkom den 20. oktober i 2008.
Albummet modtog firee ud af seks stjerner i musikmagasinet GAFFA.

## Spor
1. "Homesick for home"
2. "Where the sky meets the sea"
3. "Life is hell"
4. "I want to believe"
5. "Champs Élysées"
6. "hooked on you"
7. "Tick tock"
8. "Imperfect"
9. "September day"
10. "Don't step on me"